# 下一段活用
下一段活用（しもいちだんかつよう）とは、日本語の口語文法および文語文法における動詞の活用のひとつである。全部の活用語尾に、五十音図のエ段の音が入る。語尾には、[ない、よう、た、て、ます、とき、ので、ば]が付くという形で変化する。
文語の下一段活用は「蹴る」一語のみであったが、これは口語ではラ行五段活用となった。
口語の下一段活用は、すべて文語の下二段活用に由来している。
言語学から言えば、下一段活用の動詞は語幹が母音で終わる母音語幹動詞である。
ら抜き言葉の候補のひとつ。(詳細は日本語の活用形を参照のこと)
日本語教育においては上一段活用とともに｢グループ2｣と呼ばれる。
見分け方は、動詞に「ない」をつけたときの直前の文字が「エ段」になるものは下一段活用になる。　　　　　　例えば、「食べる」に「ない」をつけると「食べない」となり、「べ」はエ段であるため、下一段活用だとわかる。（口語の場合）

## 口語
| 行   | 基本形         | 活用形 | 活用形 | 活用形 | 活用形 | 活用形 | 活用形 | 活用形       |
| 行   | 基本形         | 語幹   | 未然形 | 連用形 | 終止形 | 連体形 | 仮定形 | 命令形       |
| ---- | -------------- | ------ | ------ | ------ | ------ | ------ | ------ | ------------ |
| ア行 | 見（み）える   | 見     | -え    | -え    | -える  | -える  | -えれ  | -えろ・-えよ |
| ア行 | 得（え）る     | （得） | え     | え     | える   | える   | えれ   | えろ・えよ   |
| カ行 | 受（う）ける   | 受     | -け    | -け    | -ける  | -ける  | -けれ  | -けろ・-けよ |
| ガ行 | 告（つ）げる   | 告     | -げ    | -げ    | -げる  | -げる  | -げれ  | -げろ・-げよ |
| サ行 | 見（み）せる   | 見     | -せ    | -せ    | -せる  | -せる  | -せれ  | -せろ・-せよ |
| ザ行 | 混（ま）ぜる   | 混     | -ぜ    | -ぜ    | -ぜる  | -ぜる  | -ぜれ  | -ぜろ・-ぜよ |
| タ行 | 捨（す）てる   | 捨     | -て    | -て    | -てる  | -てる  | -てれ  | -てろ・-てよ |
| ダ行 | 茹（ゆ）でる   | 茹     | -で    | -で    | -でる  | -でる  | -でれ  | -でろ・-でよ |
| ダ行 | 出（で）る     | （出） | で     | で     | でる   | でる   | でれ   | でろ・でよ   |
| ナ行 | 尋（たず）ねる | 尋     | -ね    | -ね    | -ねる  | -ねる  | -ねれ  | -ねろ・-ねよ |
| ナ行 | 寝（ね）る     | （寝） | ね     | ね     | ねる   | ねる   | ねれ   | ねろ・ねよ   |
| ハ行 | 経（へ）る     | （経） | へ     | へ     | へる   | へる   | へれ   | へろ・へよ   |
| バ行 | 食（た）べる   | 食     | -べ    | -べ    | -べる  | -べる  | -べれ  | -べろ・-べよ |
| マ行 | 求（もと）める | 求     | -め    | -め    | -める  | -める  | -めれ  | -めろ・-めよ |
| ラ行 | 入（い）れる   | 入     | -れ    | -れ    | -れる  | -れる  | -れれ  | -れろ・-れよ |

- ア行下一段活用に属する「憂（うれ）える」は、終止形・連体形が「うれう」、仮定形が「うれえ」となることがある。またア行上一段活用「憂（うれ）いる」を用いることもあるが、連用形以外は誤りとされることが多い。
- ア行下一段活用に属する「得（え）る」は、終止形・連体形、仮定形において下二段活用に属する「得（う）る」と混用され、それぞれ「うる」、「うれ」となることがある。
- ラ行下一段活用に属する「呉（く）れる」は、一般に命令形が「くれ」となる。ただし方言や古い口語では「くれろ」となることもある。

## 文語
| 行   | 基本形     | 活用形 | 活用形 | 活用形 | 活用形 | 活用形 | 活用形 | 活用形 |
| 行   | 基本形     | 語幹   | 未然形 | 連用形 | 終止形 | 連体形 | 已然形 | 命令形 |
| ---- | ---------- | ------ | ------ | ------ | ------ | ------ | ------ | ------ |
| カ行 | 蹴（け）る | （蹴） | け     | け     | ける   | ける   | けれ   | けよ   |